# Джаясисвая, Александр Сутандио
Александр Сутандио Джаясисвая (индон. Alexander Soetandio Djajasiswaja, 30 ноября 1931 года, Индонезия — 19 января 2006 год, Бандунг, Индонезия) — католический епископ Бандунга с 2 июля 1984 года по 19 января 2006 год.

## Биография
7 сентября 1958 года Александр Сутандио Джаясисвая был рукоположён в священника.
2 июля 1984 года Римский папа Иоанн Павел II назначил Александра Сутандио Джаясисваю епископом Бандунга. 11 ноября 1984 года состоялось рукоположение Александра Сутандио Джаясисваи в епископа, которое совершил кардинал Юстинус Дармоджувоно в сослужении с архиепископом Медана Альфредом Гонти Пием Датубарой и епископом Агатса Альфонсом Августом Совадой.
Скончался 19 января 2006 года.